# Clásica de San Sebastián 2019
39. ročník jednodenního cyklistického závodu Clásica de San Sebastián se konal 3. srpna 2019 ve Španělsku. Vítězem se stal Belgičan Remco Evenepoel z týmu Deceuninck–Quick-Step. Na druhém a třetím místě se umístili Belgičan Greg Van Avermaet (CCC Team) a Švýcar Marc Hirschi (Team Sunweb).

## Týmy
Závodu se zúčastnilo celkem 22 týmů, všech 18 UCI WorldTeamů a 4 UCI Professional Continental týmů. Každý tým přijel se 7 jezdci kromě týmu Katusha–Alpecin s šesti jezdci, na start se tedy postavilo celkem 153 jezdců. Do cíle v San Sebastiánu dojelo 82 jezdců.
UCI WorldTeamy
- AG2R La Mondiale
- Astana
- Bahrain–Merida
- Bora–Hansgrohe
- CCC Team
- Deceuninck–Quick-Step
- EF Education First
- Groupama–FDJ
- Lotto–Soudal
- Mitchelton–Scott
- Movistar Team
- Team Dimension Data
- Team Jumbo–Visma
- Team Katusha–Alpecin
- Team Ineos
- Team Sunweb
- Trek–Segafredo
- UAE Team Emirates

UCI Professional Continental týmy
- Burgos BH
- Caja Rural–Seguros RGA
- Cofidis
- Euskadi–Murias

## Výsledky
| Pořadí | Jezdec                   | Tým                   | Čas        |
| ------ | ------------------------ | --------------------- | ---------- |
| 1      | Remco Evenepoel (BEL)    | Deceuninck–Quick-Step | 4h 55' 14" |
| 2      | Greg Van Avermaet (BEL)  | CCC Team              | + 38"      |
| 3      | Marc Hirschi (ITA)       | UAE Team Emirates     | + 38"      |
| 4      | Gorka Izagirre (ESP)     | Astana                | + 38"      |
| 5      | Bauke Mollema (NED)      | Trek–Segafredo        | + 38"      |
| 6      | Patrick Konrad (AUT)     | Bora–Hansgrohe        | + 38"      |
| 7      | Jelle Vanendert (BEL)    | Lotto–Soudal          | + 38"      |
| 8      | Enric Mas (ESP)          | Deceuninck–Quick-Step | + 38"      |
| 9      | Michael Woods (CAN)      | EF Education First    | + 38"      |
| 10     | Alejandro Valverde (ESP) | Movistar Team         | + 38"      |